# Henry Harwood
Pour l’article homonyme, voir Harwood.
Ne doit pas être confondu avec Henry Stanislas Harwood.
Henry Harwood Harwood (19 janvier 1888 - 9 juin 1950) est un officier naval britannique ayant gagné la célèbre bataille du Rio de la Plata durant la Seconde Guerre mondiale.

## Début de carrière
Après avoir étudié à l'École préparatoire de  (en) (Hampshire), il entre dans la Royal Navy en 1904, où il se spécialise dans les torpilles. Il participe à la Première Guerre mondiale. En 1919, il sert sur le cuirassé HMS Royal Sovereign au sein du 1er escadron de bataille. En 1929, il est promu capitaine et devient commandant du destroyer HMS Warwick (en), puis officier supérieur de la 9e division de destroyers.
En 1931 et 1932, Harwood fréquente le Royal College of Defence Studies. À la fin de sa formation en mars 1932, il devient Flag captain du croiseur lourd HMS London, tout en occupant le poste d'officier d'état-major en chef du contre-amiral commandant le 1er escadron de croiseurs. De juillet 1934 à 1936, Harwood fréquente le Royal Naval College de Greenwich.
En septembre 1936, il est promu commodore et reçoit le commandement de la formation North America and West Indies Station, tout en servant en tant que commandant du croiseur lourd HMS Exeter. Au début de la Seconde Guerre mondiale, il cède le commandement du croiseur au capitaine F. S. Bell (en).

## Seconde Guerre mondiale
Lorsque le conflit éclate en Europe, Harwood commande un escadron composé des croiseurs lourds HMS Cumberland et HMS Exeter, et des croiseurs légers HMS Achilles et HMS Ajax. L'escadron est déployé dans l'Atlantique Sud contre le croiseur cuirassé de la Kriegsmarine Admiral Graf Spee, attaquant les navires alliés dans cette zone.

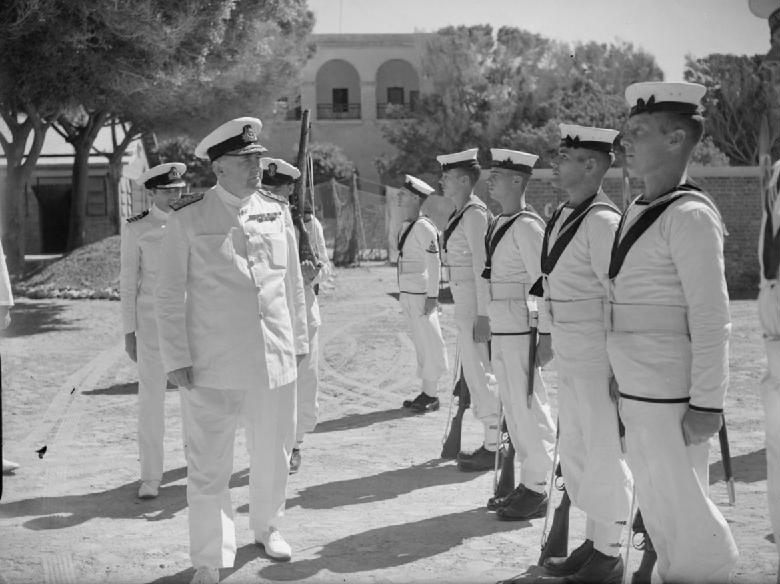
Le vice-amiral Harwood inspecte les marins du HMS Canopus, une base d'entraînement de la Royal Navy à Alexandrie, en septembre 1942.

À la tête de la force G près des côtes sud-américaines, il estima que la zone du Río de la Plata, où transitaient de nombreux bateaux de commerce, pouvait être une cible de choix pour le Graf Spee. Malgré le Cumberland absent pour des réparations, il y plaça donc en attente ses trois navires le 12 décembre. Au cours de la bataille du Rio de la Plata qui s'ensuivit le 13 décembre, ses croiseurs furent endommagés, tout comme Graf Spee, qui parvient à s'enfuir à Montevideo en Uruguay, pays neutre durant le conflit. Le navire allemand fut cependant sabordé quelques jours plus tard. Pour cette action, Harwood fut promu contre-amiral et nommé chevalier.
De décembre 1940 à avril 1942, le contre-amiral Harwood sert en tant que Lord de l'Amirauté et chef adjoint de l'état-major de la marine. En avril 1942, Harwood est promu vice-amiral et commandant en chef de la Mediterranean Fleet, opérant depuis la base d'Alexandrie, en Égypte, officiellement appelée HMS Nile. Après la dissolution de ce commandement, il devient en février 1943 commandant en chef du Levant (Mediterranean Fleet - bassin Levantin), ayant la responsabilité du soutien de flanc et de l'approvisionnement maritime de la huitième armée britannique.
En avril 1944, il devient commandant amiral de la circonscription électorale britannique Orkney and Shetland. Il prend sa retraite le 15 août 1945 avec le grade d'amiral, après avoir été déclaré médicalement inapte pour assurer d'autres fonctions.
Sir Henry Harwood décède à Goring-on-Thames en 1950.

## Promotions
| Midshipman                 | 1904                                      |
| Sub-Lieutenant intérimaire | 30 juillet 1907                           |
| Sub-Lieutenant             | 9 avril 1908 (ancienneté 30 juillet 1907) |
| Lieutenant                 | 30 juillet 1908                           |
| Lieutenant commander       | 30 juillet 1916                           |
| Commander                  | 30 juin 1921                              |
| Captain                    | 31 décembre 1928                          |
| Commodore 2e classe        | 17 septembre 1936 ?                       |
| Commodore 1re classe       | 25 août 1939 ?                            |
| Rear admiral               | 13 décembre 1939                          |
| Vice admiral               | 6 février 1942                            |
| Amiral intérimaire         | 22 avril 1942 ?                           |
| Amiral (à la retraite)     | 1945                                      |

## Décorations
| Ordre du Bain                           | 23 décembre 1939 | Action avec l'Amiral Graf Spee 13 décembre 1939 |
| Ordre de l'Empire britannique           | 17 juillet 1919  | ?                                               |
| Citation militaire britannique          | 1er janvier 1941 | Nouvelle Année 1941                             |
| Croix de guerre (Grèce)                 | 17 avril 1943    | Services à la Marine grecque                    |
| Médaille d'or de Concepcion (Chili)     | 1939 ?           | Concepcion earthquake 1939-01-24                |
| Grand Officier Ordre du Mérite du Chili | 6 septembre 1940 | Concepcion earthquake 1939-01-24                |

## Postérité
- Dans le film de 1956 The Battle of the River Plate, Harwood est joué par Anthony Quayle.